# Milton Wolf
Milton A. Wolf (* 29. Mai 1924 in Cleveland, Ohio; † 19. Mai 2005 in Shaker Heights, Ohio) war ein US-amerikanischer Unternehmer und Diplomat sowie Vorsitzender der American Austrian Foundation.

## Jugend und Akademische Laufbahn
Milton Wolf war der Sohn von Sylvia und Sam Wolf, Vice Detective unter Eliot Ness bei Clevelands Polizei. Sein Abschluss an der Glenville High School fiel mit dem Ausbruch des Zweiten Weltkrieges zusammen. Er trat der Army Air Force bei, in der Hoffnung Aufnahme in die Offiziersschule zu finden. Allerdings benötigte die Army damals Meteorologen und so sandte man ihn ans Hamilton College nach Clinton, New York. Den Rest seiner Armeezeit verbrachte Milton Wolf mit der Errichtung von Wetter- und Radarstationen im Pazifik.
Nach Ende seiner Armeezeit widmete es sich wieder dem Studium. Er graduierte 1948 als B.A. in Chemie und Biologie an der Ohio State und 1954 als B.S. im Bauwesen am Case Institute of Technology. Später kehrte er an die mittlerweile umbenannte Case Western Reserve University zurück, an der er 1973 seinen Abschluss als M.A. der Wirtschaftswissenschaften machte. Von 1981 bis 1987 unterrichtete er dort Internationale Wirtschaft und 1993 erhielt er seinen Doktortitel.

## Berufliche Laufbahn
Er gründete 1948 die Zehman-Wolf Construction Company in Cleveland, die sich dem Bau von Einkaufszentren und Hochhäusern widmete, und leitete sie 28 Jahre lang.
Mitte der 1960er Jahre begann Wolf sich für Politik zu interessieren. Er leitete viele Fund-Raising Veranstaltungen für die Demokratische Partei, unter anderem eine 1976, bei der er 65.000 Dollar für Jimmy Carters Präsidentschaftskandidatur erzielte. Dieser erinnerte sich seiner und sandte ihn 1977 als Botschafter nach Wien. In seiner Amtszeit von 1977 bis 1980 organisierte er das Treffen zwischen Leonid Breschnew und Jimmy Carter, bei dem am 18. Juni 1979 die SALT II-Verträge unterzeichnet wurden. 
Nach dem Rückzug aus dem diplomatischen Dienst unterrichtete er an der Case Western Reserve, hielt allerdings immer den Kontakt nach Österreich aufrecht und agierte unter anderem als Vorsitzender der Fulbright-Kommission in Österreich und der American Austrian Foundation.

## Auszeichnungen
Sein kontinuierlicher Einsatz für die amerikanisch-österreichischen Beziehungen verhalf ihm auch zu zahlreichen Auszeichnungen, wie die Goldene Ehrenmedaille mit Schärpe der Republik Österreich, die Goldene Ehrenmedaille des Landes Salzburg und das Österreichische Ehrenkreuz für Wissenschaft und Kunst I. Klasse.